# Droit de grève en France
Pour les autres articles nationaux ou selon les autres juridictions, voir Droit de grève.
Le droit de grève en France est un droit à valeur constitutionnelle (alinéa 7 du Préambule de la Constitution de la IVe République) depuis la décision Liberté d'association rendue le 16 juillet 1971 par le Conseil constitutionnel (reconnaissance de la valeur constitutionnelle du Préambule de la Constitution de 1958). Ce droit, dans le secteur privé, n'est, en principe, autorisé qu'aux salariés.
Dans un arrêt en date du 2 février 2006, la Chambre sociale de la Cour de cassation l'a défini comme la cessation collective, concertée et totale du travail en vue de présenter à l'employeur des revendications professionnelles.

## Histoire
- 14 juin 1791 : instauration du délit de coalition par la loi Le Chapelier.
- 12 février 1810 : le Code pénal interdit explicitement toute grève ouvrière dans son article 415
- 25 mai 1864 : le délit de coalition est abrogé par Napoléon III avec la loi Ollivier qui autorise certaines formes de la grève.
- 1884, loi Waldeck-Rousseau.
- 27 octobre 1946 : le droit de grève est pleinement reconnu dans la Constitution (« Le droit de grève s'exerce dans le cadre des lois qui le réglementent », alinéa 7 du préambule de la Constitution de 1946).
- 3 janvier 1966 : art. 8 du Pacte international relatif aux droits économiques, sociaux et culturels.
- 7 décembre 2000 : art. 28 de la Charte des droits fondamentaux de l'Union européenne.

## Prérequis
Pour être licite et pour que le gréviste soit protégé, une grève doit remplir certaines conditions :
- le mouvement de grève doit être collectif et concerté : à partir de deux personnes dans une entreprise quand cette dernière est seule concernée, ou à partir d'une personne dans le cadre d'un mouvement dépassant la seule entreprise ;
- le salarié en grève doit cesser totalement le travail ;
- des revendications d'ordre professionnel doivent être posées, par exemple l'amélioration des conditions de travail ou du salaire.

La grève n'a pas de durée légale — elle peut se tenir sur moins d'une journée comme sur plusieurs mois.
Le salarié n'a pas à être syndiqué pour faire usage de son droit de grève.

### Grève dans la fonction publique
Historiquement, le droit de grève est refusé aux agents de la fonction publique en France. Sans qu'aucun texte particulier ne vînt régir ce domaine, le Conseil d'État a estimé dans son arrêt Winkell, en 1909 que cette pratique devait être proscrite. Avec l'évolution juridique et l'apparition du Préambule de la Constitution de 1946 qui garantit le droit de grève à son alinéa sept, le juge administratif assouplit sa jurisprudence. Dans son arrêt Dehaene du 7 juillet 1950 (du nom d'un chef de bureau de la préfecture d'Indre et-Loire, Charles Dehaene, qui avait participé à une grève en juillet 1948 interdite par le ministère de l'Intérieur), le Conseil d'État considère que la grève est possible pour les fonctionnaires mais qu'elle peut être encadrée, de manière à « opérer la conciliation nécessaire entre la défense des intérêts professionnels dont la grève constitue une modalité et la sauvegarde de l'intérêt général auquel elle peut être de nature à porter atteinte ». D'une part, certaines catégories de fonctionnaires demeurent exclues : les personnels des services actifs de la police nationale, les membres des compagnies républicaines de sécurité (CRS), les magistrats judiciaires, les militaires, les personnels des services extérieurs de l'administration pénitentiaire, les personnels des transmissions du Ministère de l'Intérieur. Dans d'autres cas, un service minimum doit être mis en place (fonction publique hospitalière, agents de la navigation aérienne ; service d'accueil dans les écoles maternelles et élémentaires). En outre, l'État peut réquisitionner ses agents ; cette décision peut faire l'objet d'un recours devant le tribunal administratif. À cette occasion, le juge est attentif à ce que les mesures de réquisition n'entraînent pas la suppression de fait de l'exercice d'un droit constitutionnellement garanti (Conseil d'État, 9 décembre 2003, Mme Aguillon et autres : la réquisition de l'ensemble du personnel gréviste de manière à assurer un service complet et non un simple service minimum est illégal).
Le Conseil constitutionnel a pris une décision équivalente en matière d'encadrement du droit de grève dans les services publics. Ainsi, dans sa décision n°79-105 DC du 25 juillet 1979 relative à la continuité du service public dans le secteur audiovisuel, il consacre la continuité du service public comme Objectif à valeur constitutionnelle qui justifie que des aménagements soient apportées au droit de grève :
« la reconnaissance du droit de grève ne saurait avoir pour effet de faire obstacle au pouvoir du législateur d'apporter à ce droit les limitations nécessaires en vue d'assurer la continuité du service public qui, tout comme le droit de grève, a le caractère d'un principe de valeur constitutionnelle ; que ces limitations peuvent aller jusqu'à l'interdiction du droit de grève aux agents dont la présence est indispensable pour assurer le fonctionnement des éléments du service dont l'interruption porterait atteinte aux besoins essentiels du pays ».
L'encadrement du droit de grève est de la compétence du législateur. En l'absence d'interventions de celui-ci, il appartient au gouvernement ou aux organes dirigeants des établissements publics (ou des organismes privés chargés d'une mission de service public), de prendre la réglementation applicable à la grève, conformément aux principes tirés de l'arrêt Jamart du 7 février 1936 (les ministres et autres chefs de services n'ont pas de pouvoir réglementaire sauf pour l'organisation de leurs services).
Par ailleurs, un préavis de grève précis doit être envoyé cinq jours francs (hors fêtes et week-end) auparavant aux autorités hiérarchiques. Il en va de même dans les services publics (articles L. 2512-1 à L. 2512-5 du code du travail) et cela qu'ils soient assurés par des entreprises tant publiques que privées (les transports urbains par exemple, relevant du statut d'EPIC). Aucun préavis n'est requis pour les autres entreprises du privé.
Enfin, outre les retenues sur salaire, les périodes de grève ne sont pas prises en compte pour le calcul des droits à la retraite.
Selon le Comité européen des droits sociaux, la France restreint le « droit fondamental » de grève et l'application de la règle du trentième indivisible « entraîne une retenue disproportionnée sur le salaire des grévistes et revêt un caractère punitif » car elle a pour effet la retenue d'une journée de salaire à des fonctionnaires qui ne débrayent que quelques heures,,.

## Les conséquences de la grève

### À l’égard des grévistes
Elles portent sur l’emploi du salarié, et sur le salaire.
- Le contrat qui traduit l’emploi du salarié, l’emploi est maintenu car le contrat de travail n’est que suspendu (L 2511-1) et maintenu avec l’ancienneté et le salarié à la même qualification professionnelle. L'article L 1132-1 renforce cette protection.

Le contrat de travail est suspendu, cela veut dire que toutes les obligations des parties respectives sont également suspendues. Si un accident survient pendant la grève, ce sera un accident de droit commun. Si c’est un accident du travail, la caisse d’assurance maladie indemnise mieux la victime que si c’était un autre type d’accident.
L’employeur n’est plus le commettant du salarié (art 1384 du CC), si le gréviste commet un dommage à un tiers, l’employeur ne sera pas responsable au nom de son salarié.
Si la grève dure, l’employeur ne peut pas embaucher des CDD, en revanche il pourrait embaucher du personnel de remplacement avec un CDI. De la même manière, les congés payés s’acquièrent mois par mois à raison de 2 jours et demi par mois.
- La grève et le salaire : Le salaire est lui aussi suspendu par la grève. Dans le secteur privé, la retenue sur salaire est strictement proportionnelle à la durée du temps de travail. En outre, la retenue sur salaire pour fait de grève ne doit pas figurer sur le bulletin de paie. Dans le secteur public, les règles de la législation pour retenue sur salaire sont parfois différentes (retenue d'un vingtième du mois dans un cas contre un trentième dans l'autre).

Mais il peut arriver que l’employeur ne paie pas le salaire parce qu’il a des difficultés ou qu’il le paie en retard. Du point de vue du droit des obligations, il commet une faute contractuelle, en conséquence des grévistes qui feraient grève en riposte à un employeur qui n’aurait pas payé les salaires, seraient en droit de demander en justice soit le paiement des salaires, ou bien s'il ne paie pas, des dommages-intérêts correspondant au paiement des journées de grèves.
La Cour de Cassation juge que les salariés sont dans une situation contraignante (valant substitut à la force majeure).
Toutefois, dans un arrêt en date du 28 octobre 1997 (no 3861), la chambre sociale de la Cour de cassation a énoncé le principe selon lequel le non-paiement des salaires ne justifiait pas le recours à la grève lorsque l'employeur rencontrait des difficultés économiques (en l'espèce, un redressement judiciaire). Il s'agit d'une limite majeure à l'exception au principe de soustraction du salaire en cas de cessation du travail. D'ailleurs, cette jurisprudence a été confirmée par la haute juridiction judiciaire dans un arrêt du 26 janvier 2000.
Bien que le salaire soit suspendu, le salarié gréviste conserve ses droits à la sécurité sociale, maladie… De la même manière, il peut dans certaines conditions, bénéficier d’une indemnité, aide financière de la part du comité d’entreprise à titre de secours, car ce dernier agi alors dans le cadre de ses activités sociales. Mais l’employeur ne peut pas demander aux salariés de récupérer les heures de grève (L 3121-52) sauf s'il y a une majoration pour heure supplémentaire prévue dans le protocole de fin de grève, on parle alors de rattrapage.
- La question des primes d’assiduité : le salaire est le seul bien propre du salarié, autrement dit c’est un droit alimentaire. Pour éviter les grèves, les employeurs ont inventé les primes d’assiduité au travail, elles sont réglementées d’une part par L 2512-1 (Il ne doit pas y avoir de discrimination en matière de rémunération), d’autre part par L 1331-2 (qui interdit les amendes). Les primes peuvent être versées aux salariés à condition que ce soit à l’ensemble des salariés, et non aux seuls non-grévistes, sinon il y a discrimination à l’égard des grévistes.

### À l’égard de l’employeur
L’employeur va subir plusieurs conséquences. Pendant la grève, il peut fournir du travail aux non-grévistes. Il est de plus tenu de payer ce travail. Par contre, il n'a pas le droit d'avoir recours au travail temporaire ou à un contrat à durée déterminée pour remplacer un salarié gréviste.
En ce qui concerne les non-grévistes, ils doivent percevoir leur salaire parce que par principe l’employeur est tenu de leur fournir du travail (ne serait-ce qu’au nom de la liberté du travail). C’est une obligation qui découle du contrat. Même si le non-gréviste n’a pas pu travailler (par exemple quand le lieu de travail est occupé), l’employeur doit le rémunérer.
Il y a une exception : c’est le cas de force majeure, qui n’est pas facile à établir par l’employeur car son caractère est imprévisible. La Cour de cassation a admis une porte de sortie : l’hypothèse de la situation contraignante. Si l’employeur l'invoque, il déclare que le fonctionnement de son entreprise n’est pas impossible mais devient difficile voire dangereux.
Ainsi de la grève des bouchons (blocage d’un point sur une chaîne de production) : la situation contraignante a été admise dans ce cas, bien que l’employeur doive la démontrer.
Il y a aussi situation contraignante pour des raisons de sécurité comme lors d'une séquestration de cadres.
Il est difficile de faire la différence entre le préjudice normal dû à la grève et le surcoût qui pourrait en résulter. La Cour de cassation admet rarement cette argumentation.
Arrêt Soc Goodyear du 4.10.2000 : « Attendu que l’employeur tenu de fournir un travail aux salariés non grévistes, à défaut de toute situation contraignante, ne peut, sous le prétexte qu’il les affecte à un travail différent de celui habituellement accompli, diminuer leur rémunération contractuelle ».
En 1982, le Conseil constitutionnel censura l'art. 8 de la loi relative au développement des institutions représentatives du personnel promulguée par le gouvernement Mauroy, lequel prévoyait (un peu sur le modèle du Trade Union Act 1913 (en)), de limiter les actions en Dommages et intérêts.

## Dans les transports
Avant d'effectuer le dépôt de préavis, il doit être établi un dialogue social pour prévenir de certains conflits. Le dépôt de préavis de grève n'intervient qu'après cette négociation.
L'autorité organisatrice fixe les dessertes prioritaires si une perturbation du trafic est prévisible.
Elle détermine différents niveaux de services en fonction du niveau de la perturbation. Pour chaque niveau de service elle détermine des fréquences et des plages horaires, ceci dans le but d'éviter des atteintes disproportionnées aux libertés définies par la loi. Elle essaie donc de couvrir au maximum les besoins de la population.
L'entreprise quant à elle élabore un plan de transport adapté (PTA) aux priorités définies par l'autorité organisatrice. Elle dresse également un plan d'information aux usagers (PIU).
Si la grève est supérieure à 8 jours, une consultation est ouverte aux salariés pour tenter de savoir le motif et la poursuite de la grève. Le résultat de cette consultation n'affecte pas le droit de grève.

## Limites au droit de grève
Le droit de grève n'est pas absolu. La grève elle-même peut être jugée abusive (abus de droit), ou illicite, ou bien seulement des actes commis par les grévistes à l'occasion de cette grève (des actions de contrainte exercée sur des non-grévistes) peuvent être considérés comme une action illégitime. Selon Les Échos il faudra sanctionner l'abus de droit de grève.
La grève est notamment considérée illicite si elle ne porte aucune revendication professionnelle, et en particulier si elle porte exclusivement des revendications politiques : les participants s'exposent alors aux mêmes sanctions disciplinaires qu'un salarié absent sans motif dans les mêmes conditions, avec un éventuel licenciement en cas de récidive. Concernant une grève aux revendications mixtes (professionnelles et politiques), la Chambre sociale de la Cour de cassation, selon son arrêt du 10 mars 1961, considère qu'elle est licite seulement si les revendications politiques sont accessoires ; de son côté, la Chambre criminelle considère qu'elle est licite si elle contient, notamment, des revendications précises de nature professionnelle ou sociale (arrêt du 23 octobre 1969),. Par un arrêt du 15 février 2006, la chambre sociale de la Cour de cassation a considéré que le soutien d'un mot d'ordre national visant la défense des retraites était bien une revendication à caractère professionnel, et donc licite.
La grève du 24 avril 1961, faisant suite au putsch des généraux et à l'appel du président de la République Charles de Gaulle, soutenu par les organisations syndicales et ouvrières, a néanmoins fait exception : dans son arrêt du 19 juin 1963, la Cour de cassation n’évoque pas le terme de « grève », mais un « arrêt général de travail organisé par toutes les organisations syndicales en réponse à un appel du chef de l’État pour protester contre le mouvement insurrectionnel d’Alger » ; elle considère que le mouvement auquel avait participé le salarié incriminé correspondait, dans ces conditions, « à un sentiment élevé du devoir », et qu'il ne pouvait donc être sanctionné,.